# 馬祖里 (烏克蘭)
49°52′31″N 23°4′47″E / 49.87528°N 23.07972°E
馬祖里（烏克蘭語：Мазури），是烏克蘭西部的村莊，隸屬利維夫州的亞沃里夫區。該村始建於1940年，面積0.28平方公里，海拔高度194米，2001年人口169，人口密度每平方公里614.55人。